# Pablo del Pino
Pablo Javier del Pino Rabadán, (Sevilla, España, 1976) es un entrenador de fútbol español que actualmente dirige al Betis Deportivo de la Primera División RFEF.

## Trayectoria
Es un entrenador formado en la estructura del Real Betis Balompié y en la temporada 2015-16 sería técnico del fútbol base.
En la temporada 2016-17, se convierte en entrenador del equipo de División de Honor juvenil del Real Betis Balompié, al que dirige durante una temporada.
En 2017, se convierte en director del Área de Desarrollo Profesional, fútbol y Metodología del club sevillano, cargo que ocupa hasta coger las riendas del banquillo del Betis Deportivo.
El 30 de noviembre de 2021, firma como entrenador del Betis Deportivo de la Primera División RFEF, sustituyendo al destituido Manuel Ruano.

## Clubes
| Club                                          | País   | Año             |
| --------------------------------------------- | ------ | --------------- |
| Real Betis Balompié División de Honor juvenil | España | 2016-2017       |
| Betis Deportivo                               | España | 2021-Actualidad |